# Józef Stanisław Sapieha
Józef Julian Stanisław Sapieha herbu Lis (ur. 16 stycznia 1708 w Gdańsku, zm. 4 grudnia 1754 w Wilnie) – biskup koadiutor wileński, duchowny referendarz wielki litewski od 1737, kanonik gnieźnieński w latach 1728–1732, kanonik warszawski w 1730, archidiakon żmudzki w 1733, biskup tytularny Diocaesarea in Isauria w 1737, prepozyt trocki w 1739, dyrektor wileńskiego sejmiku przedsejmowego w 1748 roku.

## Życiorys
Syn Aleksandra Pawła, i Marii Krystyny de Béthune, córki Franciszka Gastona de Béthune, siostrzenicy królowej Marii Kazimiery.
Jego braćmi byli Kazimierz Leon i Michał Antoni. Jego ojcem chrzestnym był Stanisław Leszczyński.
Do 1727 roku uczył się w Kolegium Jezuitów w Braniewie, następnie w Warszawie. W tymże roku otrzymał święcenia niższe. 18 kwietnia 1729 wyświęcono go na subdiakona a 5 marca 1730 powierzono archidiakonat żmudzki. 14 kwietnia 1732 otrzymał święcenia diakonatu, a 8 maja tegoż roku kapłańskie.
Podczas elekcji w 1733 poparł Stanisława Leszczyńskiego, przy którego boku pozostał do abdykacji w 1736, wyjeżdżając za nim do Gdańska i Królewca. Nadane mu biskupstwo kamienieckie nie zostało w związku z abdykacją uznane przez Rzym. Dzięki wsparciu kanclerza Jana Fryderyka Sapiehy został przyjęty w 1736 na dworze Augusta III, od którego otrzymał koaudiutorię biskupstwa wileńskiego.
W 1740 uzyskał, wraz z bratem Michałem Antonim, zgodę na opiekę nad małoletnimi bratankami Aleksandrem Michałem i Michałem Ksawerym, co spowodowało znacznie większe niż do tej pory zaangażowanie Józefa Stanisława w życie polityczne. W latach 1740–1742 brał czynny udział w sporach majątkowych z rodem Radziwiłłów. Sprawy te ciągnęły się z różnym natężeniem przez następnych kilka lat, praktycznie do pełnoletniości Aleksandra Michała.
W 1746 sprzeciwił się odbieraniu na siłę cerkwi prawosławnym jako reperkusji na prześladowania katolików na Smoleńszczyźnie, będącej już pod panowaniem rosyjskim. Po wielkim pożarze Wilna w 1748 sporządził (w latach w 1748–1749) nowy plan miasta, mający zapobiec na przyszłość podobnym wypadkom. Plan nie został zrealizowany ze względu na uchylanie się magistratu, zakonów i ziemstwa od ponoszenia kosztów. W 1753 ufundował teleskop dla Akademii Wileńskiej.
Został pochowany w tamtejszej katedrze.